# Lista de Pokémon da geração V
Este artigo apenas destaca os assuntos básicos das espécies Pokémon. Para detalhes detalhados do universo, por favor consulte os wikis sobre o assunto.

Logotipo internacional da franquia Pokémon.

A quinta geração (Geração V) da franquia Pokémon apresentou 156 criaturas fictícias introduzidas em 2010 no jogo de Nintendo DS, Pokémon Black e White. Alguns Pokémon desta geração foram introduzidos em adaptações animadas da franquia, antes de Black e White.
A lista a seguir descreve 156 Pokémon da Geração V na ordem numérica do Pokédex Nacional. O primeiro Pokémon, Victini, numerado de 494 e o último, Genesect, numerado de 649. Formulários alternativos que resultam em alterações de tipo são incluídos por conveniência. Mega Evolução e formas regionais estão incluídas nas páginas da geração em que foram introduzidas.

## Lista de Pokémon
| Nome em inglês           | Nome japonês           | Número do Pokédex Nacional | Tipo      | Tipo       | Evoluem em        | Primeira aparição           |
| Nome em inglês           | Nome japonês           | Número do Pokédex Nacional | Primário  | Secundário | Evoluem em        | Primeira aparição           |
| ------------------------ | ---------------------- | -------------------------- | --------- | ---------- | ----------------- | --------------------------- |
| Victini                  | Victini                | 494                        | Psíquico  | Fogo       | Não evoluem       | Black e White               |
| Snivy                    | Tsutarja               | 495                        | Planta    | Planta     | Servine (#496)    | Black e White               |
| Servine                  | Janovy                 | 496                        | Planta    | Planta     | Serperior (#497)  | Black e White               |
| Serperior                | Jalorda                | 497                        | Planta    | Planta     | Não evoluem       | Black e White               |
| Tepig                    | Pokabu                 | 498                        | Fogo      | Fogo       | Pignite (#499)    | Black e White               |
| Pignite                  | Chaoboo                | 499                        | Fogo      | Lutador    | Emboar (#500)     | Black e White               |
| Emboar                   | Enbuoh                 | 500                        | Fogo      | Lutador    | Não evoluem       | Black e White               |
| Oshawott                 | Mijumaru               | 501                        | Água      | Água       | Dewott (#502)     | Black e White               |
| Dewott                   | Futachimaru            | 502                        | Água      | Água       | Samurott (#503)   | Black e White               |
| Samurott                 | Daikenki               | 503                        | Água      | Água       | Não evoluem       | Black e White               |
| Patrat                   | Minezumi               | 504                        | Normal    | Normal     | Watchog (#505)    | Black e White               |
| Watchog                  | Miruhog                | 505                        | Normal    | Normal     | Não evoluem       | Black e White               |
| Lillipup                 | Yorterrie              | 506                        | Normal    | Normal     | Herdier (#507)    | Black e White               |
| Herdier                  | Herderrie              | 507                        | Normal    | Normal     | Stoutland (#508)  | Black e White               |
| Stoutland                | Mooland                | 508                        | Normal    | Normal     | Não evoluem       | Black e White               |
| Purrloin                 | Choroneko              | 509                        | Noturno   | Noturno    | Liepard (#510)    | Black e White               |
| Liepard                  | Lepardas               | 510                        | Noturno   | Noturno    | Não evoluem       | Black e White               |
| Pansage                  | Yanappu                | 511                        | Planta    | Planta     | Simisage (#512)   | Black e White               |
| Simisage                 | Yanakkie               | 512                        | Planta    | Planta     | Não evoluem       | Black e White               |
| Pansear                  | Baoppu                 | 513                        | Fogo      | Fogo       | Simisear (#514)   | Black e White               |
| Simisear                 | Baokkie                | 514                        | Fogo      | Fogo       | Não evoluem       | Black e White               |
| Panpour                  | Hiyappu                | 515                        | Água      | Água       | Simipour (#516)   | Black e White               |
| Simipour                 | Hiyakkie               | 516                        | Água      | Água       | Não evoluem       | Black e White               |
| Munna                    | Munna                  | 517                        | Psíquico  | Psíquico   | Musharna (#518)   | Black e White               |
| Musharna                 | Musharna               | 518                        | Psíquico  | Psíquico   | Não evoluem       | Black e White               |
| Pidove                   | Mamepato               | 519                        | Normal    | Voador     | Tranquill (#520)  | Black e White               |
| Tranquill                | Hatoboh                | 520                        | Normal    | Voador     | Unfezant (#521)   | Black e White               |
| Unfezant                 | Kenhallow              | 521                        | Normal    | Voador     | Não evoluem       | Black e White               |
| Blitzle                  | Shimama                | 522                        | Elétrico  | Elétrico   | Zebstrika (#523)  | Black e White               |
| Zebstrika                | Zebraika               | 523                        | Elétrico  | Elétrico   | Não evoluem       | Black e White               |
| Roggenrola               | Dangoro                | 524                        | Pedra     | Pedra      | Boldore (#525)    | Black e White               |
| Boldore                  | Gantle                 | 525                        | Pedra     | Pedra      | Gigalith (#526)   | Black e White               |
| Gigalith                 | Gigaiath               | 526                        | Pedra     | Pedra      | Não evoluem       | Black e White               |
| Woobat                   | Koromori               | 527                        | Psíquico  | Voador     | Swoobat (#528)    | Black e White               |
| Swoobat                  | Kokoromori             | 528                        | Psíquico  | Voador     | Não evoluem       | Black e White               |
| Drilbur                  | Mogurew                | 529                        | Terrestre | Terrestre  | Excadrill (#530)  | Black e White               |
| Excadrill                | Doryuzu                | 530                        | Terrestre | Metálico   | Não evoluem       | Black e White               |
| Audino                   | Tabunne                | 531                        | Normal    | Normal     | Mega Evolução     | Black e White               |
| Mega Audino              | Mega Tabunne           | 531                        | Normal    | Fada       | Não evoluem       | Omega Ruby e Alpha Sapphire |
| Timburr                  | Dokkorer               | 532                        | Lutador   | Lutador    | Gurdurr (#533)    | Black e White               |
| Gurdurr                  | Dotekkotsu             | 533                        | Lutador   | Lutador    | Conkeldurr (#534) | Black e White               |
| Conkeldurr               | Roubushin              | 534                        | Lutador   | Lutador    | Não evoluem       | Black e White               |
| Tympole                  | Otamaro                | 535                        | Água      | Água       | Palpitoad (#536)  | Black e White               |
| Palpitoad                | Gamagaru               | 536                        | Água      | Terrestre  | Seismitoad (#537) | Black e White               |
| Seismitoad               | Gamageroge             | 537                        | Água      | Terrestre  | Não evoluem       | Black e White               |
| Throh                    | Nageki                 | 538                        | Lutador   | Lutador    | Não evoluem       | Black e White               |
| Sawk                     | Dageki                 | 539                        | Lutador   | Lutador    | Não evoluem       | Black e White               |
| Sewaddle                 | Kurumiru               | 540                        | Inseto    | Planta     | Swadloon (#541)   | Black e White               |
| Swadloon                 | Kurumayu               | 541                        | Inseto    | Planta     | Leavanny (#542)   | Black e White               |
| Leavanny                 | Hahakomori             | 542                        | Inseto    | Planta     | Não evoluem       | Black e White               |
| Venipede                 | Fushide                | 543                        | Inseto    | Venenoso   | Whirlipede (#544) | Black e White               |
| Whirlipede               | Wheega                 | 544                        | Inseto    | Venenoso   | Scolipede (#545)  | Black e White               |
| Scolipede                | Pendror                | 545                        | Inseto    | Venenoso   | Não evoluem       | Black e White               |
| Cottonee                 | Monmen                 | 546                        | Planta    | Fada       | Whimsicott (#547) | Black e White               |
| Whimsicott               | Elfuun                 | 547                        | Planta    | Fada       | Não evoluem       | Black e White               |
| Petilil                  | Churine                | 548                        | Planta    | Planta     | Lilligant (#549)  | Black e White               |
| Lilligant                | Dredear                | 549                        | Planta    | Planta     | Não evoluem       | Black e White               |
| Basculin                 | Bassrao                | 550                        | Água      | Água       | Não evoluem       | Black e White               |
| Sandile                  | Meguroco               | 551                        | Terrestre | Noturno    | Krokorok (#552)   | Black e White               |
| Krokorok                 | Waruvile               | 552                        | Terrestre | Noturno    | Krookodile (#553) | Black e White               |
| Krookodile               | Waruvial               | 553                        | Terrestre | Noturno    | Não evoluem       | Black e White               |
| Darumaka                 | Darumakka              | 554                        | Fogo      | Fogo       | Darmanitan (#555) | Black e White               |
| Darmanitan               | Hihidaruma             | 555                        | Fogo      | Fogo       | Não evoluem       | Black e White               |
| Darmanitan Modo Normal   | Normal Mode Hihidaruma | 555                        | Fogo      | Fogo       | Não evoluem       | Black e White               |
| Darmanitan Modo Zen      | Daruma Mode Hihidaruma | 555                        | Fogo      | Psíquico   | Não evoluem       | Black e White               |
| Maractus                 | Maracacchi             | 556                        | Planta    | Planta     | Não evoluem       | Black e White               |
| Dwebble                  | Ishizumai              | 557                        | Inseto    | Pedra      | Crustle (#558)    | Black e White               |
| Crustle                  | Iwapalace              | 558                        | Inseto    | Pedra      | Não evoluem       | Black e White               |
| Scraggy                  | Zuruggu                | 559                        | Noturno   | Lutador    | Scrafty (#560)    | Black e White               |
| Scrafty                  | Zuruzukin              | 560                        | Noturno   | Lutador    | Não evoluem       | Black e White               |
| Sigilyph                 | Symboler               | 561                        | Psíquico  | Voador     | Não evoluem       | Black e White               |
| Yamask                   | Desumasu               | 562                        | Fantasma  | Fantasma   | Cofagrigus (#563) | Black e White               |
| Cofagrigus               | Desukarn               | 563                        | Fantasma  | Fantasma   | Não evoluem       | Black e White               |
| Tirtouga                 | Protoga                | 564                        | Água      | Pedra      | Carracosta (#565) | Black e White               |
| Carracosta               | Abagoura               | 565                        | Água      | Pedra      | Não evoluem       | Black e White               |
| Archen                   | Archen                 | 566                        | Pedra     | Voador     | Archeops (#567)   | Black e White               |
| Archeops                 | Archeos                | 567                        | Pedra     | Voador     | Não evoluem       | Black e White               |
| Trubbish                 | Yabukuron              | 568                        | Venenoso  | Venenoso   | Garbodor (#569)   | Black e White               |
| Garbodor                 | Dustdas                | 569                        | Venenoso  | Venenoso   | Não evoluem       | Black e White               |
| Zorua                    | Zorua                  | 570                        | Noturno   | Noturno    | Zoroark (#571)    | Black e White               |
| Zoroark                  | Zoroark                | 571                        | Noturno   | Noturno    | Não evoluem       | Black e White               |
| Minccino                 | Chillarmy              | 572                        | Normal    | Normal     | Cinccino (#573)   | Black e White               |
| Cinccino                 | Chillaccino            | 573                        | Normal    | Normal     | Não evoluem       | Black e White               |
| Gothita                  | Gothimu                | 574                        | Psíquico  | Psíquico   | Gothorita (#575)  | Black e White               |
| Gothorita                | Gothimiru              | 575                        | Psíquico  | Psíquico   | Gothitelle (#576) | Black e White               |
| Gothitelle               | Gothiruselle           | 576                        | Psíquico  | Psíquico   | Não evoluem       | Black e White               |
| Solosis                  | Uniran                 | 577                        | Psíquico  | Psíquico   | Duosion (#578)    | Black e White               |
| Duosion                  | Doublan                | 578                        | Psíquico  | Psíquico   | Reuniclus (#579)  | Black e White               |
| Reuniclus                | Lanculus               | 579                        | Psíquico  | Psíquico   | Não evoluem       | Black e White               |
| Ducklett                 | Koaruhie               | 580                        | Água      | Voador     | Swanna (#581)     | Black e White               |
| Swanna                   | Swanna                 | 581                        | Água      | Voador     | Não evoluem       | Black e White               |
| Vanillite                | Vanipeti               | 582                        | Gelo      | Gelo       | Vanillish (#583)  | Black e White               |
| Vanillish                | Vanirich               | 583                        | Gelo      | Gelo       | Vanilluxe (#584)  | Black e White               |
| Vanilluxe                | Baivanilla             | 584                        | Gelo      | Gelo       | Não evoluem       | Black e White               |
| Deerling                 | Shikijika              | 585                        | Normal    | Planta     | Sawsbuck (#586)   | Black e White               |
| Sawsbuck                 | Mebukijika             | 586                        | Normal    | Planta     | Não evoluem       | Black e White               |
| Emolga                   | Emonga                 | 587                        | Elétrico  | Voador     | Não evoluem       | Black e White               |
| Karrablast               | Kaburumo               | 588                        | Inseto    | Inseto     | Escavalier (#589) | Black e White               |
| Escavalier               | Chevargo               | 589                        | Inseto    | Metálico   | Não evoluem       | Black e White               |
| Foongus                  | Tamagetake             | 590                        | Planta    | Venenoso   | Amoonguss (#591)  | Black e White               |
| Amoonguss                | Morobareru             | 591                        | Planta    | Venenoso   | Não evoluem       | Black e White               |
| Frillish                 | Pururill               | 592                        | Água      | Fantasma   | Jellicent (#593)  | Black e White               |
| Jellicent                | Burungel               | 593                        | Água      | Fantasma   | Não evoluem       | Black e White               |
| Alomomola                | Mamanbou               | 594                        | Água      | Água       | Não evoluem       | Black e White               |
| Joltik                   | Bachuru                | 595                        | Inseto    | Elétrico   | Galvantula (#596) | Black e White               |
| Galvantula               | Dentula                | 596                        | Inseto    | Elétrico   | Não evoluem       | Black e White               |
| Ferroseed                | Tesseed                | 597                        | Planta    | Metálico   | Ferrothorn (#598) | Black e White               |
| Ferrothorn               | Nutrey                 | 598                        | Planta    | Metálico   | Não evoluem       | Black e White               |
| Klink                    | Giaru                  | 599                        | Metálico  | Metálico   | Klang (#600)      | Black e White               |
| Klang                    | Gigiaru                | 600                        | Metálico  | Metálico   | Klinklang (#601)  | Black e White               |
| Klinklang                | Gigigiaru              | 601                        | Metálico  | Metálico   | Não evoluem       | Black e White               |
| Tynamo                   | Shibishirasu           | 602                        | Elétrico  | Elétrico   | Eelektrik (#603)  | Black e White               |
| Eelektrik                | Shibibeel              | 603                        | Elétrico  | Elétrico   | Eelektross (#604) | Black e White               |
| Eelektross               | Shibirudon             | 604                        | Elétrico  | Elétrico   | Não evoluem       | Black e White               |
| Elgyem                   | Ligray                 | 605                        | Psíquico  | Psíquico   | Beheeyem (#606)   | Black e White               |
| Beheeyem                 | Ohbem                  | 606                        | Psíquico  | Psíquico   | Não evoluem       | Black e White               |
| Litwick                  | Hitomoshi              | 607                        | Fantasma  | Fogo       | Lampent (#608)    | Black e White               |
| Lampent                  | Lampler                | 608                        | Fantasma  | Fogo       | Candelure (#609)  | Black e White               |
| Chandelure               | Chandela               | 609                        | Fantasma  | Fogo       | Não evoluem       | Black e White               |
| Axew                     | Kibago                 | 610                        | Dragão    | Dragão     | Fraxure (#611)    | Black e White               |
| Fraxure                  | Onondo                 | 611                        | Dragão    | Dragão     | Haxorus (#612)    | Black e White               |
| Haxorus                  | Ononokus               | 612                        | Dragão    | Dragão     | Não evoluem       | Black e White               |
| Cubchoo                  | Kumasyun               | 613                        | Gelo      | Gelo       | Beartic (#614)    | Black e White               |
| Beartic                  | Tunbear                | 614                        | Gelo      | Gelo       | Não evoluem       | Black e White               |
| Cryogonal                | Freegeo                | 615                        | Gelo      | Gelo       | Não evoluem       | Black e White               |
| Shelmet                  | Chobomaki              | 616                        | Inseto    | Inseto     | Accelgor (#617)   | Black e White               |
| Accelgor                 | Agilder                | 617                        | Inseto    | Inseto     | Não evoluem       | Black e White               |
| Stunfisk                 | Maggyo                 | 618                        | Terrestre | Elétrico   | Não evoluem       | Black e White               |
| Mienfoo                  | Kojofu                 | 619                        | Lutador   | Lutador    | Mienshao (#620)   | Black e White               |
| Mienshao                 | Kojondo                | 620                        | Lutador   | Lutador    | Não evoluem       | Black e White               |
| Druddigon                | Crimgan                | 621                        | Dragão    | Dragão     | Não evoluem       | Black e White               |
| Golett                   | Gobit                  | 622                        | Terrestre | Fantasma   | Golurk (#623)     | Black e White               |
| Golurk                   | Goloog                 | 623                        | Terrestre | Fantasma   | Não evoluem       | Black e White               |
| Pawniard                 | Komatana               | 624                        | Noturno   | Metálico   | Bisharp (#625)    | Black e White               |
| Bisharp                  | Kirikizan              | 625                        | Noturno   | Metálico   | Não evoluem       | Black e White               |
| Bouffalant               | Buffron                | 626                        | Normal    | Normal     | Não evoluem       | Black e White               |
| Rufflet                  | Washibon               | 627                        | Normal    | Voador     | Braviary (#628)   | Black e White               |
| Braviary                 | Warrgle                | 628                        | Normal    | Voador     | Não evoluem       | Black e White               |
| Vullaby                  | Valchai                | 629                        | Noturno   | Voador     | Mandibuzz (#630)  | Black e White               |
| Mandibuzz                | Vulgina                | 630                        | Noturno   | Voador     | Não evoluem       | Black e White               |
| Heatmor                  | Kuitaran               | 631                        | Fogo      | Fogo       | Não evoluem       | Black e White               |
| Durant                   | Aiant                  | 632                        | Inseto    | Metálico   | Não evoluem       | Black e White               |
| Deino                    | Monozu                 | 633                        | Noturno   | Dragão     | Zweilous (#634)   | Black e White               |
| Zweilous                 | Dihead                 | 634                        | Noturno   | Dragão     | Hydreigon (#635)  | Black e White               |
| Hydreigon                | Sazandora              | 635                        | Noturno   | Dragão     | Não evoluem       | Black e White               |
| Larvesta                 | Merlarva               | 636                        | Inseto    | Fogo       | Volcarona (#637)  | Black e White               |
| Volcarona                | Ulgamoth               | 637                        | Inseto    | Fogo       | Não evoluem       | Black e White               |
| Cobalion                 | Cobalon                | 638                        | Metálico  | Lutador    | Não evoluem       | Black e White               |
| Terrakion                | Terrakion              | 639                        | Pedra     | Lutador    | Não evoluem       | Black e White               |
| Virizion                 | Virizion               | 640                        | Planta    | Lutador    | Não evoluem       | Black e White               |
| Tornadus                 | Tornelos               | 641                        | Voador    | Voador     | Não evoluem       | Black e White               |
| Thundurus                | Voltolos               | 642                        | Elétrico  | Voador     | Não evoluem       | Black e White               |
| Reshiram                 | Reshiram               | 643                        | Dragão    | Fogo       | Não evoluem       | Black e White               |
| Zekrom                   | Zekrom                 | 644                        | Dragão    | Elétrico   | Não evoluem       | Black e White               |
| Landorus                 | Landlos                | 645                        | Terrestre | Voador     | Não evoluem       | Black e White               |
| Kyurem                   | Kyurem                 | 646                        | Dragão    | Gelo       | Não evoluem       | Black e White               |
| Keldeo                   | Keldeo                 | 647                        | Água      | Lutador    | Não evoluem       | Black e White               |
| Meloetta                 | Meloetta               | 648                        | Normal    | Psíquico   | Não evoluem       | Black e White               |
| Meloetta Aria Forme      | Voice Forme Meloetta   | 648                        | Normal    | Psíquico   | Não evoluem       | Black e White               |
| Meloetta Pirouette Forme | Step Forme Meloetta    | 648                        | Normal    | Lutador    | Não evoluem       | Black e White               |
| Genesect                 | Genesect               | 649                        | Inseto    | Metálico   | Não evoluem       | Black e White               |

### Formas de Galar
| Nome em inglês | Nome em japonês                     | Número do Pokédex Nacional | Tipo(s)   | Tipo(s)    | Evoluem em        |
| Nome em inglês | Nome em japonês                     | Número do Pokédex Nacional | Primário  | Secundário | Evoluem em        |
| -------------- | ----------------------------------- | -------------------------- | --------- | ---------- | ----------------- |
| Darumaka       | Darumakka (ダルマッカ, Darumakka)   | 554                        | Gelo      | Gelo       | Darmanitan (#555) |
| Darmanitan     | Hihidaruma (ヒヒダルマ, Hihidaruma) | 555                        | Gelo      | Gelo       | Não evoluem       |
| Darmanitan     | Hihidaruma (ヒヒダルマ, Hihidaruma) | 555                        | Gelo      | Fogo       | Não evoluem       |
| Yamask         | Desumasu (デスマス, Desumasu)       | 562                        | Terrestre | Fantasma   | Runerigus (#867)  |
| Stunfisk       | Maggyo (マッギョ, Maggyo)           | 618                        | Terrestre | Metálico   | Não evoluem       |